# New Rochelle
Pour les articles homonymes, voir Rochelle (homonymie).
New Rochelle (prononcé en anglais : [ˌnuː ɹəˈʃɛl]) ou La Nouvelle-Rochelle est une cité (city) de la banlieue nord de New York, située dans le comté de Westchester, dans l'État de New York, aux États-Unis. Elle est fondée en 1688 par des réfugiés huguenots (protestants français), fuyant les persécutions exercées en France. Beaucoup de ces colons sont des commerçants bourgeois originaires de La Rochelle, en France, suggérant ainsi le choix du nom de Nouvelle Rochelle, anglicisé en New Rochelle.
En 2007, la municipalité compte une population de 73 260 habitants, ce qui en fait la septième cité de l'État de New York. En 2008, New Rochelle est reconnue par l'American Podiatric Medical Association (APMA) comme l'une des cent meilleures « Walking Cities » aux États-Unis, et la deuxième de l'État de New York, juste derrière New York. En novembre 2008 le magazine BusinessWeek la classe la comme étant la meilleure cité dans l'État de New York et l'un des meilleurs endroits au niveau national pour le cadre de vie.

## Géographie
New Rochelle se situe à la pointe continentale sud-est de l'État de New York. La municipalité borde la Long Island Sound et est bordée à l'ouest par Pelham, Pelham Manor et Eastchester, au nord et à l'est par Scarsdale et à l'est par Larchmont et Mamaroneck. Elle est à 3,2 km du nord de la limite de la cité de New York (Pelham Bay Park dans le Bronx). Selon le Bureau de recensement des États-Unis, la municipalité a une superficie totale de 34,2 km2. Elle a une forme triangulaire et mesure environ 16 km du nord au sud et 2,4 km de l'est à l'ouest dans sa plus grande largeur.

## Histoire

### XVIIesiècle

#### Protestants en France
En 1685, en apposant sa signature sur l'édit de Fontainebleau, le roi de France Louis XIV révoque l’édit de Nantes. Ce dernier, promulgué par Henri IV en 1598, avait mis fin aux guerres de religion et instauré une protection de la minorité protestante. Malgré le dynamisme économique des protestants, Louis XIV est déterminé à éliminer le protestantisme de France. Face à la menace d'une nouvelle guerre de religion, les plus entreprenants fuient le territoire et sont accueillis par les royaumes protestants d'Europe. John Pell, Lord de Pelham Manor, accorde, sous mandat du roi Guillaume III d'Angleterre, des terrains à des familles huguenotes dont la plupart étaient originaires de l’Aunis, ancienne province française dont la capitale est La Rochelle. Une partie de ces protestants venaient de l'île Saint-Christophe et de la Martinique, en 1686.
New Rochelle est l'une des villes jumelées avec La Rochelle.

#### Colonie
Trente-trois familles sont à l'origine de la communauté de la Nouvelle-Rochelle. Un monument en reprenant les noms se dresse dans l'Hudson Park, point de débarquement des Huguenots en 1677. Trente-et-un ans plus tôt, les Indiens Siwanoy avaient vendu leurs terres à Thomas Pell. Son titre de propriété fut confirmé par son neveu, John Pell, qui est devenu seigneur de Pelham Manor, un domaine féodal jouissant de ses propres juridictions civiles et pénales. Ce fut donc à John Pell et à son épouse que Jacob Leisler, alors mandataire d'un groupe de huguenots, acheta un terrain pour la somme de 1 675 livres. En 1689, Pell fit une donation de 6 100 acres (25 km2) à Leisler pour la création d'une communauté huguenote. En plus du prix d'achat, Jacob Leisler, ses héritiers et ayants droit se reconnurent une obligation féodale envers John Pell, ses héritiers et ayants droit (Lords de Manor Pelham) : la remise d'un veau gras par an.
Jacob Leisler est un personnage important des débuts de New Rochelle. Il arriva en Amérique en tant que mercenaire de l'armée britannique et devint plus tard un des plus importants marchands de New York. Il occupa les fonctions de maire de la municipalité de New York et fut ensuite nommé gouverneur de province. C'est à cette époque qu'il représenta les Huguenots.
Plusieurs autres personnalités peuvent également être citées pour leur rôle dans la création de New Rochelle :  Jacques Flandreau, Gabriel Minvielle, Broussard Des Champs, Jean Bouteillier et Ambroise Sicard, auquel on attribue le nom de la cité. Jacques Flandreau y possédait de nombreux terrains, ainsi que le long de la Boston Post Road. Il subsiste encore quelques traces du cimetière familial : le cimetière Flandreau. Gabriel Minvielle arriva à New York en 1673 et prospéra à la fois en tant que commerçant et homme politique, jusqu'à en devenir maire en 1684. Broussard Des Champs s'établit à New York dès 1674 en tant que commerçant. Entre 1678 et 1683, il a été impliqué dans des prêts hypothécaires pour des terrains dans et autour de New York et à Long Island. Bouteillier était un commerçant installé en Martinique dès 1678, et, depuis son déménagement à New York, il aida activement les autres réfugiés lors de leur arrivée dans la localité.
Tous ces hommes, avec l'aide de Jacob Leisler, promurent la première colonie huguenote de New Rochelle. Un premier achat, dont Leisler avait assumé la plus grande part, comprenait le Davenport's Nec et l'île voisine, aujourd'hui connue sous le nom de Davids' Island. Ces premières parcelles se sont vite avérées trop petites pour absorber le grand nombre de réfugiés arrivés à New York. John Pell acheta donc plus de terre en 1687. Il n'y eut pas de cession de ces acquisitions avant 1689, lorsque John Pell les transmit au seul Jacob Leisler, ignorant les autres acquéreurs potentiels. L'explication serait que les réfugiés huguenots étaient déjà hostiles à Leisler et opposés à ses activités et ambitions politiques. Gabriel Minvielle lui était tellement hostile qu'il vota en 1681 pour l'exécution de Leisler au Conseil du gouverneur.

#### Caractère français
De toutes les colonies huguenotes qui furent fondées avec une identité française marquée, New Rochelle fut clairement la plus conforme aux plans de ses fondateurs. La colonie française continua d'attirer les réfugiés jusqu'en 1760. Le choix du nom de la cité témoigne de l'importance de la commune de La Rochelle, du rôle de la nouvelle colonie de peuplement dans l'histoire des huguenots et du caractère français de la communauté. Le français y était répandu, et il était courant pour les personnes des environs d'envoyer leurs enfants à New Rochelle pour apprendre la langue française. Le juge en chef de la Cour suprême John Jay et l'auteur Washington Irving entre autres, firent leurs études dans un pensionnat privé au Trinity Church.

### XVIIIesiècle
Les huguenots français sont des protestants européens. Ils sont donc rapidement intégrés dans la colonie anglaise. Bien que la plupart des mariages se conclurent encore entre familles huguenotes au cours des deux premières générations, les colons perdirent l'usage du français et de leurs coutumes, s'intégrant ainsi de plus en plus à la société anglophone. C'est en 1738 que la dernière inscription en français fut faite dans les livres officiels de la municipalité.

#### Guerre d'indépendance

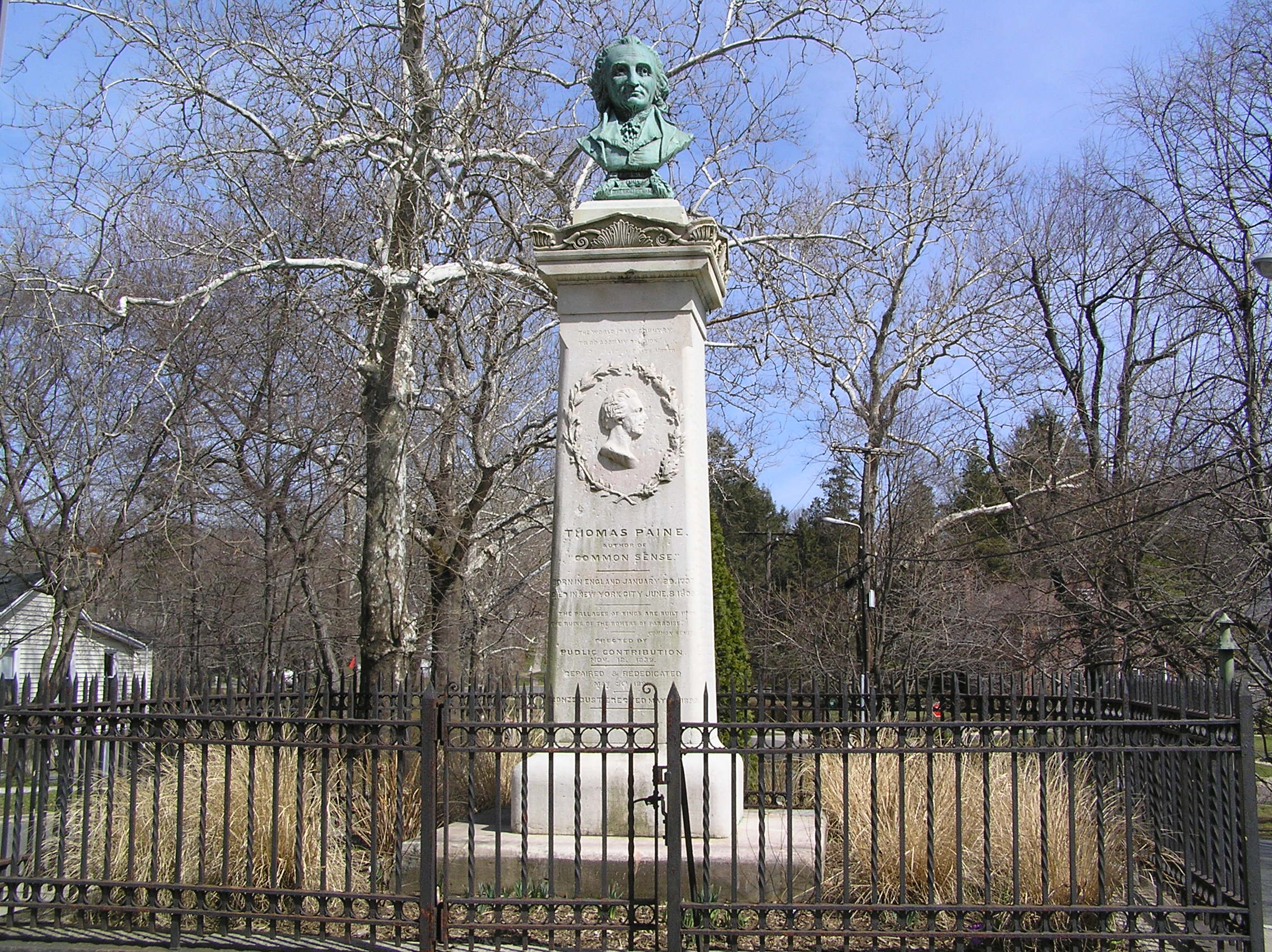
Monument en mémoire de Thomas Paine, North Avenue à New Rochelle.

En 1775, le général George Washington s'arrêta à New Rochelle alors qu'il était en route pour prendre le commandement de l'Armée des Treize Colonies dans le Massachusetts. Il y rapporta : « La route pour la plus grande partie, voire la totalité, mais la terre solide et couverte d'herbe et de maïs mêlés à des courges (non récoltées) dans les champs... La distance parcourue lors de cette journée fut de 31 miles (50 km), nous avons traversé Eastchester, New Rochelle, Mamaroneck. Les maisons (ils ont des lieux de culte distincts) ne sont pas disposées très régulièrement, il est donc difficile de les distinguer des fermes qui sont très proches et sont séparées par des clôtures de pierre, matériau courant car le pays est très caillouteux. » L'armée britannique occupa brièvement New Rochelle et Larchmont en 1776. Après la victoire britannique à la bataille de White Plains, New Rochelle est devenue une partie d'un Neutral Ground utilisé par le général Washington pour regrouper ses troupes.
Après la fin de la guerre d'indépendance en 1784, le patriote Thomas Paine reçut pour service rendu une ferme à New Rochelle. La ferme, d'une superficie d'environ 300 acres (1,2 km2), avait été confisquée à son propriétaire par l’État de New York en raison de ses activités au Gouvernement. Aujourd'hui situé dans une petite rue de New Rochelle, le Thomas Paine Cottage est un petit musée consacré à la guerre d'indépendance. De nombreuses reconstitutions y sont organisées.
Le premier recensement national de 1790 (six ans après la guerre) montre que New Rochelle comptait 692 habitants, dont 136 afro-américains.

### XIXesiècle

#### Économie du début du siècle
Tout le long du XVIIIe siècle, New Rochelle resta un modeste village, disposant de nombreuses terres agricoles. Au cours du XIXe siècle, New Rochelle crût rapidement en raison de l'immigration, surtout en provenance d'Irlande et d'Allemagne. De plus en plus de familles américaines quittèrent New York et emménagèrent dans la région. Bien que la population d'origine huguenote ait diminué rapidement en taille, ils conservèrent une forte emprise sur la vie politique et sociale de la locale par le biais de la propriété des terres, des entreprises, des banques, et des petites manufactures. Un péage fut construit en 1802 dans le comté de Westchester Turnpike (maintenant connu sous le nom de Main Street). Quatre cents devaient être payés pour chaque cheval et cavalier et dix cents furent facturés pour chaque chariot tiré par des chevaux. Le péage resta en activité jusqu'à la suppression générale des péages en 1867.
La famille Mott construisit le Premium Mill en 1801. Considéré comme le plus grand moulin à farine du pays, il était haut de quatre étages. La plus grande partie de la farine était exportée vers l'Europe. Toute l'économie, et celle du moulin lui-même, marcha au ralenti avec le blocus du port pendant la guerre de 1812 et l'ouverture du canal Érié. Le recensement de 1820 a montré que 150 Afro-Américains résidaient à New Rochelle, dont six étaient des esclaves. Lucretia Mott, dont la famille est propriétaire de l'usine, forma une société anti-esclavagiste en 1833 et, plus tard, participa au mouvement des suffragettes. La maison de la famille Mott à New Rochelle a sans doute été utilisée comme étape pour l'"Underground Railroad" (train souterrain), nom donné à la filière d'aide aux esclaves fugitifs.
L'industriel Adrian Iselin acheta des terres sur le col de Davenport en 1858. La famille Iselin fonda la New Rochelle Water Company ainsi que la première caisse d'épargne de la cité. C. Oliver Iselin, et les six autres enfants de Adrian Iselin, s'engagèrent dans de nombreuses causes philanthropiques à New Rochelle, faisant des dons financiers substantiels au College de New Rochelle, au New Rochelle Hospital et au comité du Mémorial de la Seconde Guerre Mondiale.

#### Début du tourisme
L'hôtelier Simeon Leland termina sa résidence de soixante chambres, Castleview en 1855. Parmi les hôtes de Castleview, on peut citer le Prince de Galles et Charles Dickens. En 1892, Rose Hill Gardens, l'un des plus importants jardins botaniques du pays de l'époque, lança la première culture d'orchidées des États-Unis. La même année, l'artiste Frederic Remington s'installa à New Rochelle, et acheta un terrain de 12 000 m2 sur la Webster Avenue.
John H. Starin, un ancien membre du Congrès des États-Unis et descendant des huguenots, acheta cinq îles au large de Davenport Neck en 1879. Ce domaine allait bientôt constituer le Glen Island Park, l'un des premiers parcs à thème ouvert au public. Glen Island contenait un musée d'histoire naturelle, une volière, un chemin de fer, une plage, un Biergarten allemand et une pagode chinoise. Un bac transportait les visiteurs entre l'île et un quai. Une flotte de bateaux à vapeur permettait à des milliers de New-Yorkais de visiter le parc, créant une affluence d'un million de visiteurs par saison à partir de 1882.

#### Municipalité
En 1857, le village de New Rochelle fut établi aux limites de la ville de New Rochelle. En 1861, un groupe de volontaires fonda un premier service d'incendie nommé The Enterprise Hook and Ladder and Bucket Company No. 1. La charte municipale de la cité (city) de New Rochelle fut signée par le gouverneur Theodore Roosevelt en 1889. Cette charte réunit le village et la ville de New Rochelle en une seule municipalité. Davids' Island devint le site de Fort Slocum en 1896, du nom du général Henry Warner Slocum, un descendant huguenot et un officier durant la guerre civile. Fort Slocum devint l'un des plus grands sites de recrutement du pays, surtout au cours de la Première et de la seconde Guerre mondiale. En 1899, grâce à sa victoire sur Hugh A. Harmer, Michael J. Dillon fut élu premier maire de New Rochelle. La charte de la cité récemment créée établit quatre quartiers, un conseil d'échevins (deux pour chaque quartier) et dix élus de la cité.

### XXesiècle

#### Vie en banlieue
En 1900, New Rochelle comptait une population de 14 720 habitants. Les effets de l'immigration se firent de plus en plus sentir dans le nord des États-Unis et à New York en particulier. Le caractère huguenot français de la municipalité et de sa classe dirigeante disparut donc. En 1930, New Rochelle enregistrait une population de 54 000 personnes, contre 36 213 dix ans plus tôt. Pendant les années 1930, New Rochelle fut la cité la plus riche par habitant de l'État de New York et la troisième pour l'ensemble du pays. Au début du XXe siècle, le fameux Glen Island Casino sur le Long Island Sound continuait à attirer des célébrités telles que Glenn Miller, les frères Dorsey et Ozzie Nelson. En 1904, des plans furent réalisés pour Rochelle Park, l'un des premiers projets du pays. Deux des premiers grands magasins de banlieue, Arnold Constable et Bloomingdales, ont ouvert à New Rochelle dans les années 1940.

#### Évolution de la culture
Une véritable colonie de créateurs s'est progressivement installée à New Rochelle. La première représentation de A quarante-cinq minutes de Broadway, une comédie musicale ayant pour cadre New Rochelle, eut lieu le 1er janvier 1906. En 1909, Edwin Thanhouser créa la Thanhouser Company. Million Dollar Mystery de Thanhouser fut l'un des premiers serial. En 1912, est formée la New Rochelle Art Association (en) avec entre autres Edward Penfield. Le fameux illustrateur Joseph Christian Leyendecker y vécut en couple dans un manoir. Le dessinateur Norman Rockwell s'installa à New Rochelle en 1915 et partagea un studio avec le caricaturiste Clyde Forsythe, qui travaillait pour le Saturday Evening Post. Clyde Forsythe utilisa souvent les membres de la communauté de New Rochelle comme sujet de ses illustrations. En 1941, les Terrytoons Studio basés à New Rochelle présentèrent le célèbre dessin animé de la souris Mighty Mouse (Super-Souris). En 1975, le résident de New Rochelle E. L. Doctorow écrivit le roman Ragtime, qui deviendra plus tard une grande comédie musicale de Broadway.

#### Déségrégation
New Rochelle fut le théâtre du premier cas judiciaire de déségrégation raciale dans le cadre scolaire pour le Nord des États-Unis. En 1962, la cour suprême des États-Unis a confirmé une décision de la seconde cour d'appel affirmant que les limites de la Lincoln School avaient été tracées dans le but de créer des districts scolaires ségrégationnistes. La Lincoln School fut fermée et démolie en 1965, les élèves étant autorisés à intégrer d'autres écoles élémentaires de la municipalité. Le district scolaire est réputé pour sa diversité. L'école secondaire donna à son auditorium le nom d'un leader des droits civiques, Whitney Young et baptisa sa bibliothèque du nom de Michael Schwerner, martyr des droits civiques.  En mai 1968, l'école secondaire de New Rochelle fut endommagée par un incendie criminel. Les étudiants furent accueillis dans les locaux des écoles secondaire inférieures pendant la reconstruction du lycée.

#### Société et administration
Anna Jones, résidente de New Rochelle, devint la première femme afro-américaine à être admise au Barreau de New York, en 1923. En 1928, la militante pour les droits de la Femme Carrie Chapman Catt s'installa à New Rochelle. Carrie Chapman Catt, présidente de l'Association nationale pour le suffrage des femmes américaines, joua un rôle important dans la lutte pour le 19e amendement (amendement Susan B. Anthony).
Le principe d'un conseil municipal fut adopté en 1929, et deviendra effectif après la crise économique, en 1932. En vertu de cette décision, le conseil municipal est l'organe législatif qui établit les lois et les textes administrant la cité. Le conseil nomme le maire, qui supervise et met en œuvre les directives du conseil. Le 18 juin 1938, la municipalité a célébré son 250e anniversaire avec une grande parade de plus de 6 000 marcheurs. Parmi les spectateurs se trouvaient le gouverneur Herbert H. Lehman, le directeur général des Postes James A. Farley et un certain nombre de dignitaires en visite depuis la commune française de La Rochelle. Le gouvernement américain a autorisé une édition limitée de pièces commémoratives pour marquer l'anniversaire, les demi-dollars New Rochelle.

## Politique et administration
La municipalité fonctionne avec le système de gouvernement à gérance municipale. Le maire et les six conseillers sont élus pour un mandat de quatre ans.

### Liste des maires
| Période                                  | Période          | Identité             | Étiquette | Qualité |
| ---------------------------------------- | ---------------- | -------------------- | --------- | ------- |
| Les données manquantes sont à compléter. |                  |                      |           |         |
| 1980                                     | 1991             | Leonard C. Paduano   | Rép.      |         |
| 1er janvier 1992                         | 31 décembre 2005 | Timothy C. Idoni     | Dém.      |         |
| 1er janvier 2006                         | 31 décembre 2023 | Noam Bramson         | Dém.      |         |
| 1er janvier 2024                         | en cours         | Yadira Ramos-Herbert | Dém.      |         |

### Jumelage
- La Rochelle (France) depuis 1957

## Culture et société

### Parcs et loisirs

#### Front de mer
La côte de New Rochelle mesure 4,3 km, mais en raison de nombreuses irrégularités et de la présence des îles, la taille réelle du front de mer est de 15 km. Les caractéristiques inhabituelles des côtes ont valu à la cité, au fil des ans, le surnom de « ville reine du son ».
- Location de bateaux, voile et clubs d'aviron sur les côtes de l'estuaire de Long Island Sound et sur les rives de Davenport Neck. Beckwithe Point, le Greentree Country Club et le Surf Club sont les plus importants clubs privés de la côte  et offrent des loisirs maritimes à leurs membres pendant la saison estivale. Le New York Athletic Club est situé sur Travers Island, aux limites de New Rochelle et de Pelham Manor.
- L'Echo Bay Yacht Club et le Yacht Club Huguenot sont parmi les clubs de voile les plus connus de la municipalité.
- La New York Sailing School et le Club d'aviron de New Rochelle ont chacun des histoires qui remontent à plus de cent ans.
- La municipalité exploite une grande marina de 350 ancrages et 150 places d'amarrage.

#### Parcs

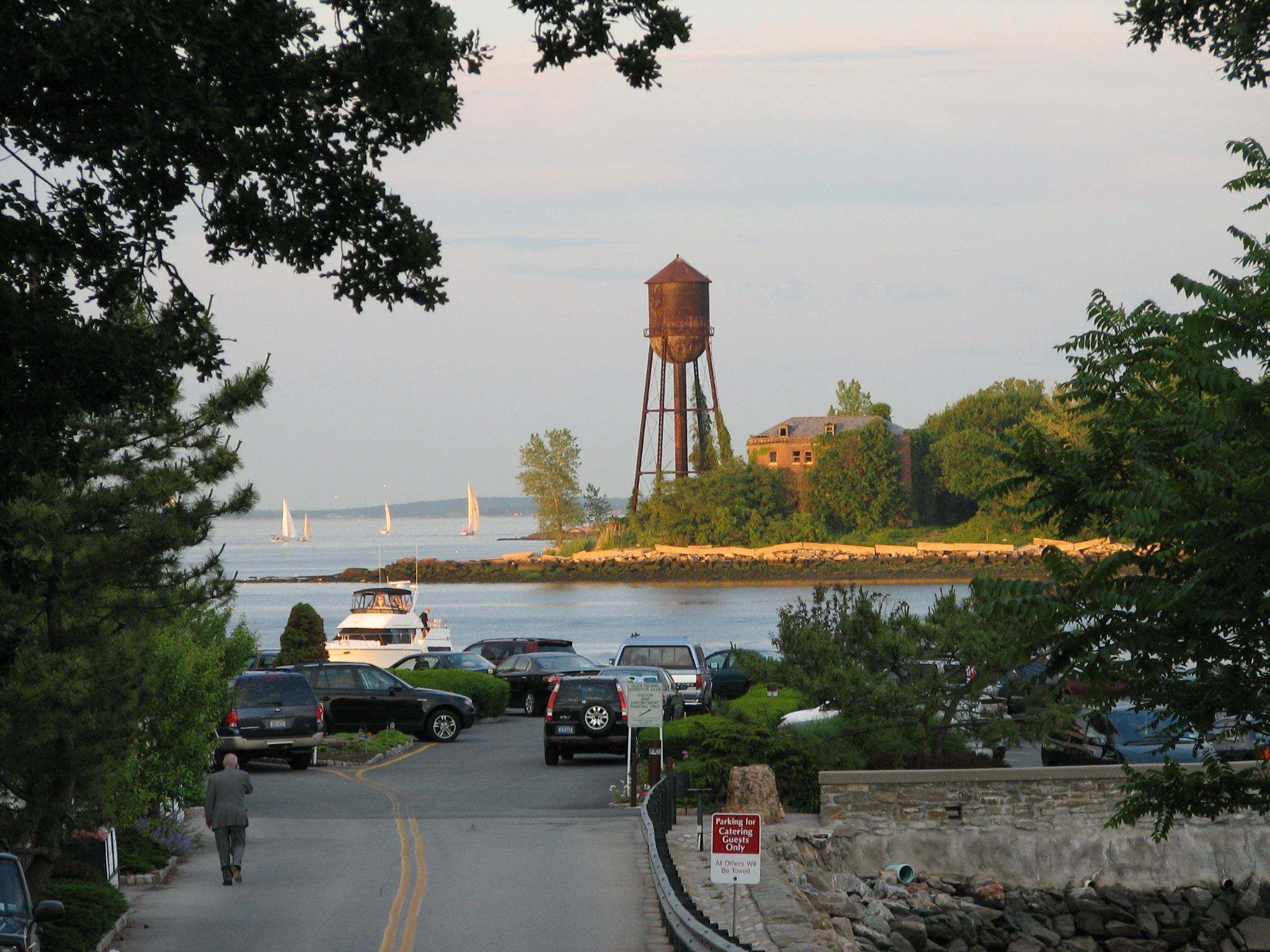
Echo Bay en Long Island Sound.

La Nouvelle Rochelle présente une grande collection de parcs et réserves naturelles, avec 41,5 ha d'eaux intérieures, 93,69 ha de parcs publics et 68 ha de parking.
- Glen Island - En 1879, John H. Starin, un ancien représentant de l'État de New York au Congrès des États-Unis, et « roi » du transport à New York, acheta cinq îles qu'il nomma Glen Island et y créa ce qu'il faut sans doute pour le premier parc à thème ouvert au public. Ses douzd bateaux à vapeur ont transporté des millions de New-Yorkais et d'autres visiteurs. Le parc d'attraction comprenait un zoo, un musée d'histoire naturelle, un chemin de fer, un German beer garden (brasserie en terrasse) (près du château, la structure existe encore aujourd'hui), une plage, et une pagode chinoise. Aujourd'hui, le parc de 42 ha est une propriété insulaire reliée au continent par un pont-levis construit dans les années 1920. L'une des principales caractéristiques de ce parc est sa plage en forme de croissant offrant un accès à Long Island Sound.
- Le parc des Cinq îles (Five Islands Park) est formé sur une série de petites îles reliées par des passerelles et des sentiers, et propose à tous les résidents jeux, sports, randonnées et camping.
- Hudson Park couvre 5,3 ha le long du port de la municipalité et comprend une plage pour les habitants, des bâtiments pour le stockage des bateaux, des serres, la station des garde-côtes et plusieurs clubs d'aviron et de voile. Le parc est traditionnellement considéré comme le lieu de débarquement des colons huguenots français. Un bloc de granit avec des tablettes de bronze commémore l'événement.
- Davids' Island Park, d'une surface de 32,0 ha se situe sur une île proche des côtes de la cité. Ce parc est dû à la transformation d'une ancienne base militaire américaine (Fort Slocum) en un parc et une réserve naturelle. Juste après le début de la guerre de Sécession, l'île abrita une base militaire utilisée pour protéger le port de New York. Pendant la Première Guerre mondiale, elle servit comme une station de recrutement de l'armée et ce jusqu'en 1967. Aujourd'hui, le parc constitue l'habitat d'une grande variété de plantes, d'oiseaux et d'animaux. Il s'agit notamment de la tortue de Kemp, une des plus menacées des tortues de mer, et d'oiseaux rares tels que le balbuzard pêcheur et la petite Sterne. Davids Island est également un précieux soutien  pour les zones humides, les zones d'estran rocheuses, et les plages de sable. Les eaux entourant l'île sont l'habitat de la plie américaine (Pseudopleuronectes americanus), du hareng de l'Atlantique, et de Menidia menidia.
- Ward Acres, situé tout au nord, est une combinaison de forêts vierges, de pelouses et de prairies sauvages, et de kilomètres de sentiers de randonnée et de promenades équestres. En 2007, le Département de la conservation des ressources naturelles du comté de Westchester a produit un plan de gestion afin d'identifier et de protéger les besoins en ressources naturelles du parc. Il comprend 25,0 ha de forêts, divisées en quatre sections principales, chacune distincte par ses caractéristiques générales et les espèces présentes. Le parc est formé par une ancienne propriété privée qui contenait un haras, et par les terrains d'une ancienne voie de chemin de fer. Il comprend un terrain de 1,2 ha clôturé qui permet de laisser courir son chien, et est donc le seul parc de la cité dans lequel les résidents peuvent marcher avec un chien non tenu en laisse.
- Le Leatherstocking Trail est un sentier de randonnée de 3,2 km de long, entre les municipalités de  New Rochelle et Mamaroneck, et permet une liaison avec le Saxon Woods County Park. Il fait partie du grand Colonial Greenway Trail, lequel connecte le Twin Lakes Nature Study Woods et Saxon Park [4].
- Le lac de Sheldrake qui fut jadis un réservoir pour fournir de l'eau potable, est maintenant une réserve naturelle de 24 ha consacrée à la promotion et à une meilleure compréhension de l'écologie locale.
- Twin Lakes Park, combiné avec une partie du Nature Study Woods, comprend 89 ha de forêts, de marais, de lacs, d'étangs et certains champs, et forme la frontière entre l'Hutchinson River et le nord de New Rochelle. Il existe de nombreux sentiers à pied à travers bois, marais, et champs autour des deux grands lacs.

#### Golf
- Le Wykagyl Country Club est situé dans Wykagyl, banlieue de Nouvelle Rochelle, sur l'avenue du Nord, juste au sud de Quaker Ridge Road. Golfweek magazine le classe comme l'un des parcours du Top 100 des parcours américains.
- Le Pelham Country Club est à cheval sur la frontière de la Nouvelle-Rochelle et de Pelham Manor. Le parcours est un mile du Comté de Westchester, à la frontière de New York et de Pelham Bay Park.

#### Tennis
- Le New Rochelle Tennis Club, situé dans le quartier de Wykagyl, est l'un des plus anciens club de tennis du pays.

### New Rochelle dans les médias et la fiction
- Au début du XXe siècle, New Rochelle abritait le siège de l'un des premiers studios de cinéma du pays, la Thanhouser Company. Initialement située à l'angle de Warren Street et de Grove, la société a déménagé dans Main Street, à proximité de Echo Avenue, après un incendie dévastateur en 1913. Le studio est surtout connu pour le tournage de la première série filmée nommée The Million Dollar Mystery, ainsi que Dr. Jekyll et M. Hyde, une des  plus anciennes versions filmées de la nouvelle de Robert Louis Stevenson.
- Le studio d'animation Terrytoons a eu son siège à New Rochelle de 1928 à 1968. Ses personnages les plus populaires sont la souris Mighty Mouse (Super-Souris), Gandy Goose (en), Dinky Duck, Député Dawg, Luno, et Heckle et Jeckle.
- La chanson Happy to Keep His Dinner Warm du spectacle de Broadway How to Succeed in Business Without Really Trying porte sur le l'ambition  de Rosemary de vivre dans un hôtel de New Rochelle et de devenir la jeune épouse d'un vieux et influent mari.
- L'histoire de La Grande Farandole, avec Fred Astaire et Ginger Rogers se passe à New Rochelle.
- La comédie musicale de George M. Cohan À Quarante-cinq minutes de Broadway se déroule dans le New Rochelle de la fin des années 1890.
- La chanson Give My Regards to Broadway fait référence à New Rochelle.
- Le roman Ragtime a été écrit par E. L. Doctorow qui résidait dans la cité et l'histoire se passe à New Rochelle. Ce roman est également devenu un succès de Broadway, et un film du même nom.
- La famille Petrie de la série à succès The Dick Van Dyke Show vivait dans une rue fictive du nord de la municipalité, Bonnie Meadow Road. Dick Van Dyke et Mary Tyler Moore y incarnaient Rob et Laura Petrie.
- Peter DeRose a écrit Deep Purple alors qu'il était assis dans son jardin, à New Rochelle.
- Robert Allen a composé Home for the Holidays et Chances Are (cette dernière composition devint un hit de Johnny Mathis), à New Rochelle.
- Jerry Bock habitait New Rochelle quand il a écrit la comédie musicale Un violon sur le toit.
- Fred J. Foulques qui habitait New Rochelle, écrivit Santa Claus Is Coming To Town, l'un des plus grands succès de l'histoire de la musique américaine.
- La chanson American Pie a été écrite par Don McLean qui résidait à New Rochelle.
- Le film Arrête-moi si tu peux est vaguement basé sur l'histoire de Frank Abagnale, qui a grandi à New Rochelle dans les années 1960.
- En 1986, le film d'horreur Scream for Help (en) fut tourné à New Rochelle.
- Le début du roman The Devil's Arithmetic de 1988 se passe à New Rochelle.
- Des scènes du film Les Affranchis (Goodfellas) ont été tournées sur Alfred Lane et près de Quaker Ridge Road dans le quartier de Pinebrook Heights. La maison des parents de Karen, qui devint la femme de Henry Hill, se trouve sur Alfred Lane. Henry se rend dans cette rue et frappe avec un pistolet le voisin qui avait sexuellement agressé Karen.
- En 1994, dans le film L'Or de Curly, les personnages principaux Mitch Robbins et son épouse Barbara vivent à New Rochelle, en provenance de Manhattan où ils vécurent dans le film La Vie, l'Amour, les Vaches.
- En 1996, la comédie romantique Love Is All There Is a été filmée au Greentree Country Club sur Davenport Neck.
- Le film de Burt Reynolds Merci d'avoir été ma femme (Starting Over) comprend une scène d'école de danse de carnaval qui fut filmée dans ce qui est maintenant connu sous le nom de Hudson Montessori School sur la Quaker Ridge Road.
- New Rochelle a été l'un des lieux de tournage  de la série de science-fiction Un agent très secret proposée par CBS en 1999.
- Des scènes du film Michael Clayton, sorti en 2007 et mettant en vedette George Clooney, ont été filmées à New Rochelle.
- Le personnage de James «Spike» Thompson de la série Dexter Fletcher vient de New Rochelle, même s'il vit à Norbridge, en Angleterre.
- Des scènes du film Burn After Reading, mettant en vedette Brad Pitt et George Clooney, ont été filmées dans Sutton Manor.
- Le clip de la chanson Dance, Dance du groupe Fall Out Boy fut tourné dans le gymnase de l'école secondaire salésienne à New Rochelle.
- Le roman de 2005 The Midnight Oil, écrit par Ken Knight, présente New Rochelle comme la cité du personnage principal Jonny Faster, qui dirige une compagnie de production de films porno dans l'histoire.
- Des scènes Chasing the Green (2008), mettant en vedette Jeremy London et Ryan Hurst, y ont été filmées.
- Le roman policier de 2014 Enquête de Vengeance, écrit par Romain Romagnan, se déroule à New Rochelle à la fin des années 1940.

## Personnalités liées à la municipalité
- Frank Abagnale,
- Herbert Agar
- Tony Aiello (en)
- Horace M. Albright
- James P. Allaire (en)
- Dick Ambrose (en)
- Harold Anderson (illustrator) (en)
- Susan B. Anthony
- Lee Archer
- Bernard Arnault
- Jesse Arnelle (en),
- Gerry Baker (en)
- Faith Baldwin
- Marc Ian Barasch (en)
- Phil Barnhart (en),
- Anthony Beilenson (en)
- Francis Rufus Bellamy (en),
- Dick Berg (en)
- Phil Berger (politician) (en)
- Derek Bermel
- Thomas Bermingham (priest) (en)
- Arnold Bernstein (en)
- Virginia Berresford (en)
- Elizabeth Berridge (actrice)
- Helen Ginger Berrigan (en)
- Lipman Bers
- Anthony Joseph Bevilacqua
- James Biber (en)
- Jerry Bilik (en)
- Anthony Lispenard Bleecker (en)
- Kenneth Paul Block, né en 1924 dans cette ville[5]
- Jerry Bock,
- Mark Bomback
- Benjamin Louis Eulalie de Bonneville
- Nicolas de Bonneville
- Agnes Booth
- Connie Booth
- Gloria Borger (en)
- Rudy Boschwitz
- Samuel S. Bowne (en)
- Peter V. Brett
- Teresa Brewer
- Edson Buddle
- John Bunny
- Olivia Ward Bush-Banks (en)
- CL Smooth
- Joey Calderazzo
- Joseph Campbell
- Carrie Chapman Catt
- Kenneth Chenault, American Express CEO
- Otho Cushing, illustrateur
- Ossie Davis, acteur
- Ruby Dee, acteur
- Bob Denver, acteur
- Matt Dillon, acteur
- Richard Edson, acteur
- Jane Emmet de Glehn, artiste
- Laurence Fishburne, acteur afro-américain
- Glenn Cowan, pongiste
- Simon Fischer, joueur suisse de hockey sur glace
- Lou Gehrig, National Baseball Hall of Fame and Museum
- William Randolph Hearst
- Anthony Heald, acteur
- Henry Heimlich, "Heimlich Maneuver"
- John Kluge, (Metromedia)
- Herbert Lieberman, écrivain
- Jay Leno, comédien
- Don McLean
- Willie Mays, "National Baseball Hall of Fame and Museum"
- Alan Menken compositeur
- Rob Morrow, acteur principal de la série télévisée policière américaine Numb3rs, né le 21 septembre 1962.
- Robert Merrill
- George Oppen, poète
- Thomas Paine (1737-1809) reçut de l’État de New York un domaine situé à New Rochelle.
- Jan Peerce, chanteuse
- Carl Reiner, acteur
- Rob Reiner, acteur
- Frederic Remington
- Charles Revson, Revlon
- Mariano Rivera
- Norman Rockwell, artiste
- Marlena Shaw, chanteuse de jazz
- Horace Silver, pianiste et compositeur de jazz
- Abby Howland Woolsey enseignante, et infirmière américaine.